# Francis Paul Wilson

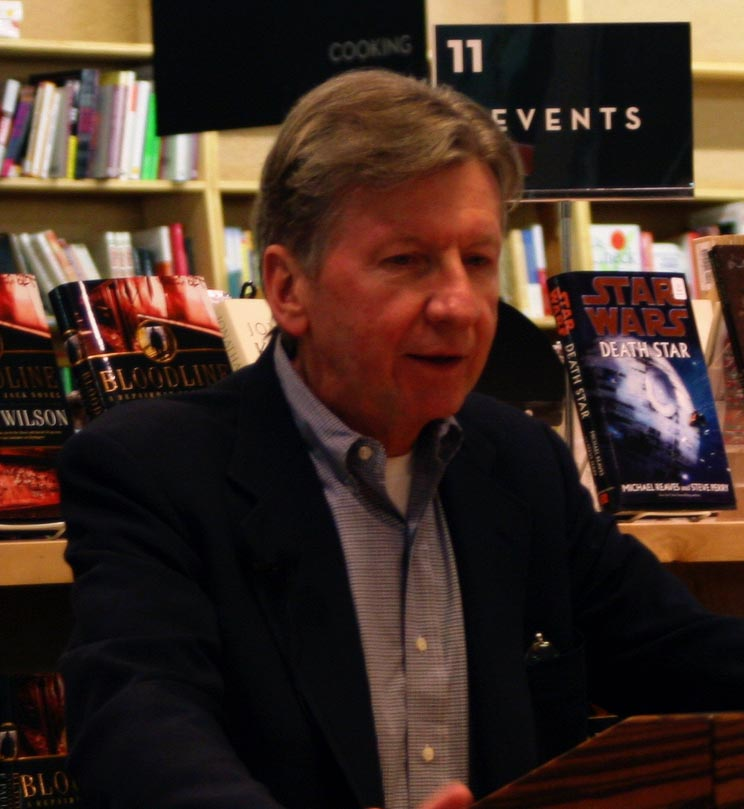
Francis Paul Wilson, 2007

Francis Paul Wilson (* 17. Mai 1946 in Jersey City, New Jersey) ist ein US-amerikanischer Autor von Science-Fiction- und Horror-Romanen.

## Leben
Wilson studierte Medizin am Kirksville College of Osteopathic Medicine und ist heute praktizierender Arzt. Sein erster Roman war Healer (dt. Der Heiler) (1976). Wilsons bekannteste Romanfigur ist der Anti-Held „Repairman Jack“ (deutscher Name: „Handyman Jack“).
Neben Horror-Romanen schreibt Wilson auch Medizin-Thriller; außerdem ist er ein großer Fan von H. P. Lovecrafts Cthulhu-Mythos und hat selbst ein paar Geschichten in Anlehnung an diesen Mythos geschrieben.

## Auszeichnungen
- 1979: Prometheus Award für den Roman Wheels Within Wheels
- 1982: Analog Readers Poll für Green Winter
- 1990: Prometheus Award, Hall of Fame für den Roman Healer
- 1991: Prometheus Award, Hall of Fame für den Roman An Enemy of the State
- 1982: Analog Readers Poll Award für die Kurzgeschichte Green Winter
- 2000: Bram Stoker Award für die Kurzgeschichte Aftershock
- 2004: Prometheus Award für den Roman Sims
- 2005: World Horror Convention Grand Master Award für das Lebenswerk
- 2009: Bram Stoker Award für das Lebenswerk

## Bibliografie (Auswahl)

### Serien
LaNague Federation
- Healer, Doubleday 1976, ISBN 0-385-11548-2
  - Der Heiler. Bastei Lübbe Science Fiction #22045, 1982, Übersetzerin Barbara Heidkamp, ISBN 3-404-22045-5.
- Wheels Within Wheels, Doubleday 1976, ISBN 0-385-14397-4
  - Mein Vater starb auf Jebinos. Bastei Lübbe Science Fiction #24040, 1983, Übersetzerin Barbara Heidkamp, ISBN 3-404-24040-5.
- An Enemy of the State, Doubleday 1980, ISBN 0-385-15422-4
  - Der Staatsfeind. Bastei Lübbe Science Fiction #24043, 1983, Übersetzerin Barbara Heidkamp, ISBN 3-404-24043-X.
- Dydeetown World, Baen 1989, ISBN 0-671-69828-1
  - Detektiv im Cyberland. Bastei Lübbe Science Fiction #23107, 1990, Übersetzer Michael Kubiak, ISBN 3-404-23107-4.
- The Tery, Baen 1990, ISBN 0-671-69855-9 (1979 als Novelle erschienen, 1990 ausgeweitet zu einem Roman)
  - Der Tery. Bastei Lübbe Science Fiction #23012, 1982, Übersetzerin  Brigitte Borngässer, ISBN 3-404-23012-4.

Der  Widersacher-Zyklus / The Adversary Cycle
- 1 The Keep, William Morrow 1981, ISBN 0-688-00626-4 (1983 als Die unheimliche Macht verfilmt)
  - Das Kastell. Goldmann Taschenbuch #8076, 1990, Übersetzer Andreas Brandhorst, ISBN 3-442-08076-2.
  - Neuauflage: Das Kastell. Festa Horror TB #1514, 2006, Übersetzer Alexander Amberg, ISBN 978-3-86552-037-1.
- 3 The Touch, Putnam 1986, ISBN 0-399-13144-2
  - Die Gabe. Goldmann Allgemeine Reihe #8060, 1989, ISBN 3-442-08060-6.
  - Neuauflage: Die Gabe., Festa Horror TB #1522, 2008, Übersetzer Marita Böhm und Michael Plogmann, ISBN 978-3-86552-081-4
- 4 Reborn, Dark Harvest 1990, ISBN 0-913165-52-2
  - Erweckung. Festa Horror TB #1524, 2009, Übersetzer Michael Plogmann, ISBN 978-3-86552-082-1.
- 5 Reprisal, Dark Harvest 1991, ISBN  0-913165-59-X
  - Angriff. Horror TB #1527, 2010, Übersetzer Michael Plogmann, ISBN 978-3-86552-092-0.
- 6 Nightworld, New English Library 1992, ISBN 0-450-53665-3
  - Nightworld. Festa Horror TB #1529, 2010, Übersetzer Michael Plogmann, ISBN 978-3-86552-094-4.
- 7 Signalz, Crossroad Press 2020, ISBN 978-1-951510-42-8

 Handyman Jack / Repairman Jack
- 1 The Tomb, Berkley Books 1984, ISBN 0-425-07295-9 (auch als Rakoshi, 2004)
  - Die Gruft. Goldmann Allgemeine Reihe #8064, 1989, Übersetzter Michael Plogmann, ISBN 3-442-08064-9. Auch als: Die Gruft. Festa Festa Horror TB #1517, 2006, ISBN 978-3-86552-039-5.
- 2 Legacies, Headline 1998, ISBN 0-7472-1703-3
  - Der Spezialist. Goldmann, 2000, Übersetzer Michael Kubiak, ISBN 3-442-35194-4.
- 3 Conspiracies, Gauntlet Press 1999, ISBN 1-887368-20-5
  - Im Kreis der Verschwörer. Goldmann, 2002, Übersetzer Michael Kubiak, ISBN 3-442-35730-6.
- 4 All the Rage, Gauntlet Press 1999, ISBN 1-887368-29-9
  - Tollwütig. Goldmann, 2002, Übersetzer Michael Kubiak, ISBN 3-442-35567-2.
- 5 Hosts, Gauntlet Press 2001, ISBN 1-887368-46-9
  - Todesfrequenz. Goldmann, 2003, Übersetzer Michael Kubiak, ISBN 3-442-35881-7.
- 6 The Haunted Air, Gauntlet Press 2002, ISBN 1-887368-57-4
  - Das Ritual. Blanvalet, 2005, Übersetzer Michael Kubiak, ISBN 3-442-36097-8.
- 7 Gateways, Gauntlet Press 2002, ISBN 1-887368-67-1
  - Todessumpf. Blanvalet, 2005, Übersetzer Michael Kubiak, ISBN 3-442-36247-4.
- 8 Crisscross, Gauntlet Press 2004, ISBN 1-887368-70-1
  - Der schwarze Prophet. Blanvalet, 2006, Übersetzer Michael Kubiak, ISBN 3-442-36378-0.
- 9 Infernal, Gauntlet Press 2005, ISBN 1-887368-78-7
  - Das Höllenwrack. Blanvalet TB 36674, 2007, Übersetzer Michael Kubiak, ISBN 978-3-442-36674-3.
- 10 Harbingers, Gauntlet Press 2006, ISBN 1-887368-84-1
  - Der Erbe. Festa Handyman Jack #10, 2012, Übersetzter Michael Plogmann, ISBN 978-3-86552-167-5.
- 11 Bloodline, Gauntlet Press 2007, ISBN 1-887368-93-0
  - Das Blutband. Festa Handyman Jack #11, 2013, Übersetzter Michael Plogmann, ISBN 978-3-86552-198-9.
- 12 By the Sword, Gauntlet Press 2008, ISBN 978-1-934267-03-5
  - Durch das Schwert. Festa Handyman Jack #12, 2015, Übersetzer  Vincenzo Benestante und Sabina Trooger, ISBN 978-3-86552-308-2.
- 13 Ground Zero, Gauntlet Press 2009, ISBN 978-1-934267-07-3
  - Ground Zero. Festa Handyman Jack #13, 2018, Übersetzter Michael Plogmann, ISBN 978-3-86552-661-8.
- 14 Fatal Error, Gauntlet Press 2010, ISBN 978-1-934267-18-9
- 15 The Dark at the End, Gauntlet Press 2011, ISBN 978-1-934267-26-4
- 16 The Last Christmas, Crossroad Press 2019, ISBN 978-1-950565-67-2

Young Repairman Jack
- Secret Histories, Gauntlet Press 2008, ISBN 978-1-934267-02-8
- Secret Circles, Gauntlet Press 2010, ISBN 978-1-934267-13-4
- Secret Vengeance, Gauntlet Press 2010, ISBN 978-1-934267-19-6

Early Repairman Jack
- Cold City, Gauntlet Press 2012, ISBN 978-1-934267-32-5
- Dark City, Gauntlet Press 2013, ISBN 978-1-934267-39-4
- Fear City, Tor 2014, ISBN 978-0-7653-3016-1

The Secret History of the World
- Black Wind, Tor 1988, ISBN 0-312-93064-X
  - Der Schwarze Wind. Bastei Lübbe Science Fiction #28184, 1989, Übersetzer Michael Kubiak, ISBN 3-404-28184-5.
- Sibs, Dark Harvest 1991, ISBN 0-913165-61-1 (auch als Sister Night, 1993)
  - Twins – Schritte ohne Spur. Goldmann, 1996, Übersetzer Joannis Stefanidis, ISBN 3-442-08126-2.

The Nocturnia Chronicles
- Definitely Not Kansas, Borderlands Press 2015, ISBN 978-1-880325-00-1 (mit Thomas F. Monteleone)
- Family Secrets, Gauntlet Press & Borderlands Press 2015, ISBN 978-1-934267-49-3 (mit Thomas F. Monteleone)

The ICE Sequence
- Panacea, Tor 2016, ISBN 978-0-7653-8516-1
  - Panacea. Festa Horror & Thriller #15123, 2017, Übersetzer Alexander Amberg, ISBN 978-3-86552-598-7.
- The God Gene, Forge 2018, ISBN 978-0-7653-8519-2
- The Void Protocol, Forge 2019, ISBN 978-1-250-17734-6

### Weitere Romane
- The Foundation, Headline 1993, ISBN 0-7472-0880-8 (als Colin Andrews)
  - Die Prüfung. Bertelsmann, 1995, Übersetzer Wulf Bergner, ISBN 3-570-12020-1. Auch als: Goldmann, 1996, ISBN 3-442-43583-8.
- Implant, Headline 1993, ISBN 0-7472-0881-6 (als Colin Andrews)
  - Die Kommission. Bertelsmann, 1997, Übersetzer Wulf Bergner, ISBN 3-570-12293-X. Auch als: Goldmann, 1998, ISBN 3-442-44258-3.
- Deep As the Marrow, Headline 1996, ISBN 0-7472-1702-5 (als Colin Andrews)
  - Leiser Verdacht. Goldmann, 1997, Übersetzerin Ulrike Röska, ISBN 3-442-41606-X.
- Mirage, Headline Feature 1996, ISBN (mit Matthew J. Costello),
  - Die Manipulation. Goldmann, 1998, Übersetzer Gerhard Beckmann, ISBN 3-442-43896-9.
- Nightkill, Forge 1997, ISBN 0-312-85910-4 (mit Steven Spruill)
  - Nacht. Goldmann, 1998, Übersetzer Manes H. Grünwald, ISBN 3-442-44157-9.
- Masque, Aspect / Warner Books 1998, ISBN 0-446-51977-4 (mit Matthew J. Costello)
  - Geheimakte Proteus. Goldmann, 2001, Übersetzer Heinz Zwack, ISBN 3-442-35397-1.
- Artifact: A Daredevils Club Adventure, Forge 2003, ISBN 0-7653-0063-X (mit Kevin J. Anderson, Matthew J. Costello und Janet Berliner, auch als The Daredevils’ Club: Artifact, 2016)
- Midnight Mass, Tor 2004, ISBN 0-7653-0705-7
  - Mitternachtsmesse. Festa Horror & Thriller #1582, 2015, Übersetzer Patrick Baumann, ISBN 978-3-86552-357-0.
- Draculas, 2010, ISBN 978-1-4563-3118-4 (mit Blake Crouch, Jack Kilborn und Jeff Strand)
- A Necessary End, Shadowridge Press 2013, ISBN 978-0-9897796-1-6 (mit Sarah Pinborough)
  - Die letzte Plage. Luzifer Verlag, 2014, Übersetzer Kalle Max Hofmann, ISBN 978-3-95835-014-4.

### Sammlungen
- Sims, Forge 2003, ISBN 0-7653-0551-8
- Handyman Jack, Festa 2008, ISBN 978-3-86552-079-1.
- Secret Stories: Tales from the Secret History, 2019, ISBN 978-1-7946-2851-9

### Kurzgeschichten
- Soft (1984), Deutsch: Weich. In: Frank Festa (Hrsg.): Zart wie Babyhaut. Festa Horror TB #1523, 2010, ISBN 978-3-86552-077-7.
- Muscles (1988), Deutsch: Muskeln. In: Ronald M. Hahn (Hrsg.): In Video Veritas. Heyne Science Fiction & Fantasy #4621, 1989, ISBN 3-453-03492-9.
- Ménage à Trois (1988), Deutsch: Ménage à Trois. In: Jeff Gelb, Lonn Friend (Hrsg.): Hot Blood: Bis dass der Tod euch vereint. Festa Horror TB #1519, 2007, ISBN 978-3-86552-074-6.
- Buckets (1989), Deutsch: Die Halloween-Überraschung. In: Frank Festa (Hrsg.): Necrophobia: Meister der Angst. Festa Horror TB #1507, 2005, ISBN 3-86552-009-X.
- (1990), Deutsch: Mitternachtsmesse. In: Frank Festa (Hrsg.): Denn das Blut ist Leben: Geschichten der Vampire. Festa Nosferatu #1416, 2007, ISBN 978-3-86552-064-7.
- Foet (1991), Deutsch: Zart wie Babyhaut. In: Frank Festa (Hrsg.): Zart wie Babyhaut. Festa Horror TB #1523, 2010, ISBN 978-3-86552-077-7.
- Bugs (1992), Deutsch: Aus dem Abgrund. Übersetzt von Horst Pukallus. In: Ronald M. Hahn (Hrsg.): Der letzte Mars-Trip. Heyne Science Fiction & Fantasy #5166, 1994, ISBN 3-453-07781-4. Auch als: Krabbler. Übersetzt von Michael Plogmann. In: Handyman Jack. 2008.

### Anthologie
- Diagnosis: Terminal (1996)